# Mars (манґа)
Марс (англ. Mars) — романтична-драматична манґа, намальована манґакою під псевдонімом «Соурьо Фуюмі», про кохання і розвиток стосунків між абсолютно різними за характером, способом життя і долею учнів старшої школи — Кіри і Рея. Також вийшов приквел-сингл Mars Gaiden ~A Horse With No Name~ у 1999-му році, і телевізійний тайванський серіал Zhànshén MARS за сюжетом манги, що транслювався з 200 по 2005 рік.
Манга була ліцензована для англійської мови релізом Tokyopop, яка опублікувала всі 15 томів і приквел. Серіал був адаптований в 21 епізоді тайванської телевізійній дорами в 2004 році.

## Сюжет
Скромна, відлюдкувата, невпевнена у собі і замкнута Кіра Асо навчається в 10-му класі японської школи. Кіра — людина-одинак, яка неохоче йде на контакт з оточуючими, і тому її уникають навіть власні однокласники, вигадуючи про неї нісенітниці, через брак інформації про її особистість. Її самотність викликана дитячою травмою, і через те, що у Кіри немає друзів, вона більшу частину часу присвячує малюванню. В неї є багато альбомів з малюнками високої професійної рисовки. Одного разу на Кіру звернув увагу ексцентричний хлопець з дуже поганою репутацією, Рей Касіно. Кіра спочатку лякається Рея через його репутацію і з жахом дізнається про те, що Рей не тільки буде в новому навчальному році в її класі, але і сидить поруч з нею. Рей же зацікавлений неймовірно талановитими малюнками Кіри і поступово у Рея виходить подружитися з Кірою. Незабаром Кіра навіть просить його позувати їй. Вона захоплена характером Рея і його ставленням до життя, легкістю, з якою він заводить друзів і його яскравістю. Рей — її повна протилежність. Але їх зближення однокласники переслідують аж ніяк не з радістю. Дівчатка ревнують Касіно і вважають, що Кіра краде у них Рея, і починають її травити, морально і фізично. Але той факт, що у Рея був брат-близнюк, який помер, стрибнувши з даху, не залишає нікого байдужим… І спочатку Рей в Кірі бачить Сея (свого померлого брата), тому, що вона така ж тиха, скромна, любить малювати, але пізніше він розуміє що вона зовсім не така як Сей… Оскільки через спілкування з Реєм, Кіра відкриває у собі приховані сильні і незвичні якості.

## Персонажі
- Кіра Асо (яп. 麻生 キラ, кириліз.: Асо Кіра) — є боязкою художницею-підлітоком, що живе з матір'ю і має любовний інтерес до Рея. Її батько загинув в автомобільній аварії за участю мотоцикла банди, коли їй було десять років. Її вітчим зґвалтував її, коли їй було чотирнадцять років; у зв'язку з травмою, викликаною цим досвідом, Кіра стає замкнутим і боязким одинаком. Коли мати Кіри нарешті виявляє, що сталося, вона покидає свого чоловіка і починає жити наодинці з Кірою. Кіра настільки невпевнена у собі через психологічні травми, що навіть шкільні вчителі намагаються її ґвалтувати.
- Рей Кашіно (яп. 樫 野 零, кириліз.: Кашіно Рей) — є екстравертом, справжнім плейбоєм, який їздить на мотоциклах на гонках та мріє стати професійним гонщиком. Незважаючи на його погану вдачу і загадкове минуле, він залишається веселим і інші люди легко зав'язують стосунки з ним. Після моделювання для Кіри, пара починає закохуватися. У середній школі, його молодший близнюк покінчив життя самогубством прямо перед ним, залишаючи глибокі шрами у його долі. Він намагається вбити вітчима Кіри, який відібрав в неї її цноту і можливість бути першим в нею Рею. Живучи в Лос-Анджелесі він спробував зняти хлопця, який знущався з його брата, погрожуючи пістолетом (пістолет не був заряджений). Він також пригрозив (і пізніше вбити) вчителя англійської мови, який чіплявся до Кіри.
- Тацуя Кіда (яп. 木田 达 也, кириліз.: Кіда Тацуя) — є найкращим другом Рея, який також був закоханий у Кіру, поки вони були присутні у середній школі разом. Нічим непримітний, звичайний хлопець.
- Харумі Сугіхара (яп. 杉原 晴美, кириліз.: Сугіхара Харумі — є дівчиною однокласницею Кіри і Рея. Вона була в любовних стосунках з Реєм з тих пір вони спали разом в їх перший рік навчання. Хоча спочатку вона робить Кіру мішенню жорстоких психологічних атак через зростаючий зв'язок між нею і Реєм, пізніше вона змінюється і стає твердим у захисті Кіри.
- Шіорі Сакуразава (яп. 桜沢 しおり, латиніз.: Sakurazawa Shiori) — дівчина з минулого Рея, вона була подруга Деі спочатку, але вона тоді залишила Сеі для Рея. Вона була єдиною дівчиною, яку два брата разом любили. Вона звинувачує себе у смерті Деі, а також намагалася покінчити з собою, тому що вона «не може жити без одного з них (Рея і Сея)».
- Масао Кірішіма (яп. 桐 岛 牧 生, кириліз.: Кірішіма Масао) — є жінкоподібним соціопатом, які часто знущалися з його єдиного друга, Юдзі Аокі. Рей врятував Масао від побоїв до смерті в один момент часу, але він майже не пам'ятає цю подію, тому що Рей був все ще в шоці над смертю Дея. Незабаром після цього інциденту, Масао вбиває Аокі. Масао зізнається, що закоханий у Рея, але він також стверджує, що закоханий і у Кіру.
- Сеі Кашіно яп. Sei Kashino — є молодшим братом-близнюком Рея, він був художником, як і Кіра був боязким і з нього завжди знущалися, за необхідності його брат захищав його. Він був таким, бо дізнався, що їх батько не був їх справжнім батьком. У середній школі, він наклав на себе руки, зістрибнувши з будівлі школи, вбивши себе прямо перед Реєм, залишивши Рея з дуже глибоким емоційним потрясінням. Сеі сказав братові в його передсмертному листі, що він хотів залишити ці шрами і що він мав більш темний розум, так він думав, тому що він хотів Рея.

## Медіа

### Манґа
Написана і проілюстрована Фуюмі Соурьо, глави з Марс були по частинах в Bessatsu Friend з 1995-го по 2000. Вони були зібрані і опубліковані в 15-му танкобон в повному обсязі Kodansha. Перший том був опублікований 13 травня 1996; останній — 13 грудня 2000  випущена коротка серія приквелу, Шаблон:Ніхонги, був по частинам в тому ж журналі в 1999-му році, і його глави були опубліковані в одиному танкобон в повному обсязі 9 грудня 1999  з 12 жовтня 2006 по 12 січня 2007, Коданся перевидала серію в Японії по вісім канзенбан спеціальними обсягами видання, збираючи кілька розділів у кожному томі .
Нова Манга, у якій були опубліковані всі п'ятнадцять томів виходила з 23 квітня 2002 по листопад 2003 року[ttp://www.tokyopop.com/manga/book_catalog/] [недоступне посилання з червня 2019]  [Архівовано 10 грудня 2011 у Wayback Machine.] [Архівовано 10 грудня 2011 у Wayback Machine.] [Архівовано 29 липня 2014 у Wayback Machine.]fuyumi-soryo/1006258387 [Архівовано 10 грудня 2011 у Wayback Machine.]. Обидві назви в даний час використовуються «для друку» на Tokyopop 

### Подробиці телесеріалу
У 2004-му році двадцять один епізод тайванської дорами на основі манґи транслювалася по КТС. В ролях Вік Чжоу і Барбі Хсу. В Марс (кит. трад.: 戰神MARS; спрощ.: 战神MARS; піньїнь: Zhànshén Mars) імена персонажів були змінені на китайські імена. Серіал був визнаний Улюбленою Дорамою року на 40-й щорічній 2005 Golden Bell Awards, і був найвищим за рейтингом програм в 2005 році, коли він був показаний на філіппінській мережі QTV.
Серія використовує дві музичні теми, один на початку і одну кінцеву тему. «零» (букв. «нульовий») за допомогою Алан Куо використовувалося для відкриття, в той час як «Rang Wo Ai Ni» від Вік Чжоу і Барбі Хсу використовувалося для фіналу серії.